# Condado de Putnam (Tennessee)
El condado de Putnam (en inglés: Putnam County, Tennessee), fundado en 1854, es uno de los 95 condados del estado estadounidense de Tennessee. En el año 2000 tenía una población de 62.315 habitantes con una densidad poblacional de 60 personas por km². La sede del condado es Cookeville.
Después de su formación original en 1842 fue declarado inconstitucional, el Condado de Putnam estaba firmemente establecido el 11 de febrero de 1854 cuando Bill Richard Fielding Cooke, con enmiendas, la declaró la Casa de Tennessee. El condado de Putnam fue de nuevo una realidad. El nombre es en honor de Israel Putnam, que era un héroe en el francés Guerra y de la India y un general de la Guerra Revolucionaria Americana.

## Historia
El condado de Putnam fue nombrado en honor del general Israel Putnam, que alcanzó prominencia en la Guerra Revolucionaria Americana y peleó en la Batalla de Bunker Hill en 1775.
El condado de Putnam fue establecido el 2 de febrero de 1842.

## Geografía
Según la Oficina del Censo, el condado tiene un área total de 1044 km² (403,1 mi²), de la cual 1039 km² (401,2 mi²) es tierra y 5 km² (1,9 mi²) es agua.

### Condados adyacentes
- Condado de Overton noreste
- Condado de Fentress noreste
- Condado de Cumberland este
- Condado de White sur
- Condado de DeKalb suroeste
- Condado de Smith oeste
- Condado de Jackson noroeste

## Demografía
En el 2000 la renta per cápita promedia del condado era de $30,914, y el ingreso promedio para una familia era de $39,553. El ingreso per cápita para el condado era de $16,927. En 2000 los hombres tenían un ingreso per cápita de $29,243 contra $21,001 para las mujeres. Alrededor del 16.40% de la población estaba bajo el umbral de pobreza nacional.

## Lugares

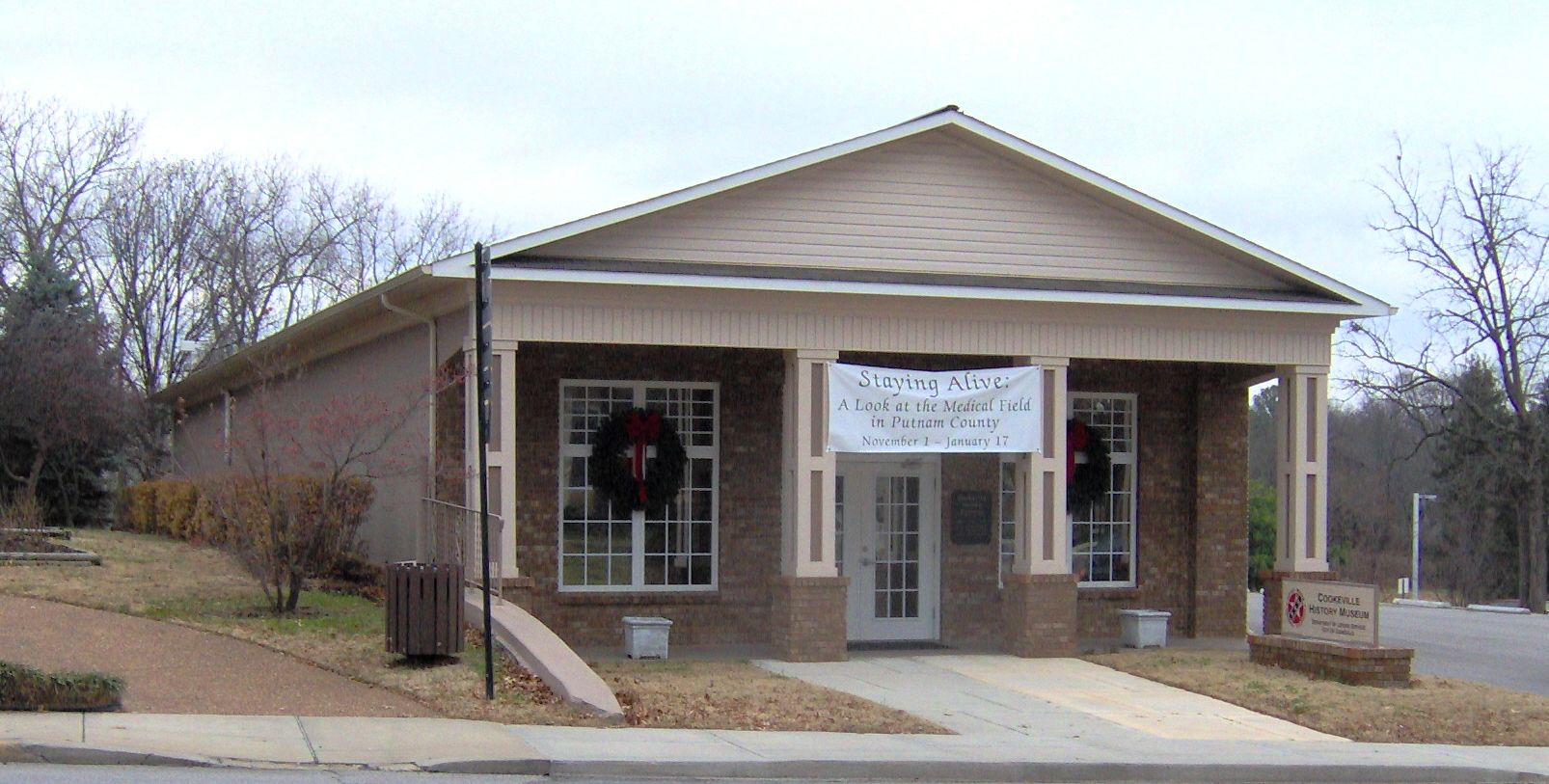
La historia del Museo en Cookeville Cookeville, Tennessee

### Ciudades y pueblos
- Algood
- Baxter
- Cookeville
- Monterey

### Comunidades no incorporadas
- Bloomington Springs
- Buffalo Valley
- Silver Point

## Cultura popular
Tom Waits canta una canción sobre la vida en el condado de Putnam en el álbum de 1975,"Nighthawks at the Diner".